# The End (Fallout)
"The End" (em português: "O Fim") é o primeiro episódio da primeira temporada da série de televisão norte-americana de drama pós-apocalíptica Fallout, baseada na franquia de jogos eletrônicos de RPG de mesmo nome criada pela Interplay Entertainment e atualmente propriedade da Bethesda Softworks. O episódio foi escrito pelos desenvolvedores da série Geneva Robertson-Dworet e Graham Wagner e dirigido pelo produtor executivo Jonathan Nolan. Ele foi lançado no Amazon Prime Video no dia 10 de abril de 2024 junto com o restante da temporada.
A série retrata as consequências de uma guerra nuclear apocalíptica em uma história alternativa da Terra, onde os avanços na tecnologia nuclear após a Segunda Guerra Mundial levaram ao surgimento de uma sociedade retrofuturista e a uma subsequente guerra de recursos. Os sobreviventes se refugiaram em abrigos nucleares conhecidos como Refúgios (Vaults, no inglês), construídos para preservar a humanidade em caso de aniquilação nuclear. O episódio apresenta Lucy (Ella Purnell), uma jovem que deixa sua casa no Refúgio 33 para se aventurar nos ermos perigosos e implacáveis das ruínas de Los Angeles em busca de seu pai.
A estreia da série recebeu críticas positivas, com vários elogios referentes a direção, as performances e o design de produção de Nolan.

## Enredo

### Prólogo: O Fim
Em 23 de outubro de 2077, durante uma festa de aniversário em Los Angeles, o famoso ator Cooper Howard entretém as crianças com seus truques de cowboy enquanto os adultos estão distraídos acompanhando notícias sobre uma ameaça de guerra nuclear. No momento em que as crianças entram para comer bolo, Howard conversa com sua filha Janey sobre sua relutância em levantar o polegar para uma fotografia baseado em suas experiências como fuzileiro; ele aprendeu que, se uma nuvem de cogumelo for maior do que o tamanho aparente do polegar, significa uma morte inevitável. De repente, a cidade é atingida por uma bomba atômica, enviando uma onda de choque em direção à casa. O ataque causa um pandemônio e os participantes da festa começam a fugir, com alguns tentando entrar em um abrigo nuclear. Howard pega sua filha e foge a cavalo enquanto mais bombas atingem a cidade e a Terra vivencia um holocausto nuclear.

### Parte 1: Lucy
219 anos depois, vários grupos da humanidade vivem em colônias subterrâneas conhecidas como "Refúgios", construídos para preservar a sociedade americana em caso de uma guerra nuclear. Uma jovem, Lucy MacLean, é uma moradora modelo e filha de Hank MacLean, o Supervisor do Refúgio 33. Querendo se casar, ela convence um conselho especial a conceder-lhe um casamento com um homem do vizinho Refúgio 32. Após a cerimônia, Lucy e seu novo marido Monty consumam seu casamento. Enquanto isso, o irmão mais novo de Lucy, Norm, suspeita dos visitantes do Refúgio 32 e investiga o próprio vazio. Ele descobre que o Refúgio 32 foi destruído e encontra o cadáver mutilado de um dos moradores.
Pouco tempo depois, os "visitantes do Refúgio 32" começam a assassinar os moradores do Refúgio 33 e Lucy, ao detectar altos níveis de radiação através de seu Pip-Boy, percebe que os visitantes são na verdade invasores da superfície. Monty se torna agressivo e ataca Lucy brutalmente, apunhalando-a no abdômen. Apesar do ferimento grave, ela consegue revidar cortando o rosto e a garganta do Monty com um vidro quebrado. Depois de se recuperar injetando-se com um Stimpak, Lucy corre até chegar na área da recepção principal e encontra os invasores atacando violentamente o Refúgio. Monty consegue encurralar Lucy, mas Hank o ataca por trás e o mata. Eles encontram Lee Moldaver, a líder dos invasores. Ameaçando a vida de Lucy, bem como a de vários outros refugiados, Moldaver droga Hank deixando-o inconsciente e o leva para a superfície. Na sequência, Lucy resolve encontrar seu pai e deixa o Refúgio 33 com a ajuda de Norm e seu primo Chet. Ela fica surpresa enquanto caminha pelas ruínas de Los Angeles.

### Parte 2: Maximus
Nos arredores de Los Angeles, a Irmandade do Aço, uma organização paramilitar dedicada a preservar a tecnologia da guerra, prepara jovens num campo de treinamento. Um aspirante, Maximus, fica com ciúmes quando seu amigo Dane é escolhido para se tornar escudeiro. No entanto, Dane é forçado a abandonar o cargo quando acaba ficando gravemente ferido na perna por uma lâmina de barbear escondida em sua meia. Maximus torna-se suspeito de ter causado o ferimento a Dane, algo que ele admite ter considerado, mas a Irmandade opta por não puni-lo quando ele jura estar disposto a aceitar seu destino. Finalmente, Maximus é nomeado escudeiro do Cavaleiro Titus e é designado com sua tropa para capturar um cientista que fugiu do Enclave com uma tecnologia perigosa.

### Parte 3: O Necrótico
Ao cair da noite, três caçadores de recompensas entram sorrateiramente em um cemitério onde desenterram "O Necrótico", sendo esta a identidade do próprio Cooper Howard, que ainda está vivo e tornou-se um forte mutante. Howard foi mantido em cativeiro por vários anos por um chefe de gangue chamado Dom Pedro. Os caçadores de recompensas, cientes da reputação do Necrótico como assassino e rastreador, pedem sua ajuda para encontrar o cientista do Enclave e se oferecem para dividir a recompensa. O Necrótico os trai alegremente, matando dois e enterrando o terceiro vivo em seu túmulo vazio. Por fim, Howard parte em busca do cientista.

## Produção

### Desenvolvimento
Em janeiro de 2022, foi confirmado que Jonathan Nolan iria dirigir o primeiro episódio.

### Trilha sonora
A trilha sonora foi composta por Ramin Djawadi. O episódio apresentou muitas músicas incluindo "Orange Colored Sky" de Nat King Cole, "Don't Let the Stars Get in Your Eyes" de Perry Como, "Some Enchanted Evening" de The Castells, "So Doggone Lonesome" e "All Over Again" de Johnny Cash e "Crawl Out Through The Fallout" de Sheldon Allman.

## Lançamento
O episódio estrou no dia 10 de abril de 2024 de maneira simultânea com o restante da temporada no Amazon Prime Video. Originalmente, a temporada estava programada para estrear em 12 de abril de 2024.

## Recepção
"The End" recebeu análises positivas pelos críticos. William Hughes do The A.V. Club avaliou o episódio com nota "B" e escreveu: "Se esses três capítulos parecessem uma peça, ou se fossem feitos para comentar um sobre o outro — ou mesmo, honestamente, como se viessem do mesmo programa de TV, ponto final — a interpolação poderia ter resultado em algo especial. Da forma como está, Fallout abre com um episódio realmente forte, com alguns episódios mais fracos, manipulados pelo júri. Não é o fim do mundo nem nada — mas é uma chatice, no entanto.
Jack King da Vulture classificou o episódio com 4 estrelas de 5 e escreveu: "Dividir seu tempo entre três protagonistas diferentes é um risco para Fallout, especialmente considerando que a primeira temporada tem apenas oito episódios. Você teme que um dos personagens possa se sentir fatigado. Até agora, tudo bem, e não é surpreendente que passemos a maior parte do tempo com Lucy como a substituta mais óbvia do público. Na minha opinião, no entanto, o episódio deixa o melhor para o final.
Sean T. Collins, em sua análise para o Decider, escreveu que: "Se o ambiente do Refúgio é obra de um projetor de cinema, de qualquer modo, esta bela referência do esplendor vívido de Oklahoma! do Todd-AO pode ter funcionado muito bem. Embora isso possa impactar o programa qualitativamente, isso não impede seus objetivos, que são fazer uma divertida série de videogame com senso de humor com classificação indicativa R, algumas coisas nojentas e atrocidades históricas mundiais ocasionais para nos lembrar que nem sempre é um bom momento. Eu diria que eles fizeram o que se propuseram a fazer." Por sua vez, Ross Bonaime do Collider escreveu: "Em apenas uma hora, o primeiro episódio de Fallout faz um excelente trabalho ao semear informações importantes através da história, deixando muito para a imaginação, além de apresentar esses três personagens, cada um com sua percepção única do mundo."
Joshua Kristian McCoy do Game Rant deu ao episódio uma classificação de 3.5 estrelas de 5 e escreveu: ""The End" é um começo sólido, mas claramente é um pressagio de algo muito mais agradável para o futuro de Fallout." Greg Wheeler do The Review Geek avaliou o episódio com 4 estrelas de 5 e escreveu: "O primeiro episódio de Fallout teve um começo decente, com saques [sic] em vários personagens diferentes. Na verdade, isso funciona surpreendentemente bem para dividir o foco entre pessoas diferentes e entender mais do mundo e como tudo se encaixa."